# Caffrocrambus homerus
Caffrocrambus homerus là một loài bướm đêm trong họ Crambidae. Chúng thường được tìm thấy ở vùng KwaZulu-Natal, Nam Phi.